# Hanna Solová
Hanna Solová, nepřechýleně Hanna Sola, bělorusky Га́нна Со́ла (* 16. únor 1996 Šumilina) je běloruská biatlonistka a bronzová medailistka ze sprintu z Mistrovství světa 2021.
Ve biatlonovém Světovém poháru debutovala v roce 2015 v Östersundu. Poprvé na sebe výrazněji upozornila čtvrtým místem ve sprintu v německém Rupholdingu v sezóně 2019/2020.
Ve své dosavadní kariéře vyhrála ve světovém poháru jeden individuální závod, když triumfovala ve sprintu v rakouském Hochfilzenu v prosinci 2021.

## Výsledky

### Olympijské hry a mistrovství světa
| Sezóna  | D   | Místo      | SP  | SZ  | HZ  | IZ  | ŠT  | SŠT | SZD | Věk    |
| ------- | --- | ---------- | --- | --- | --- | --- | --- | --- | --- | ------ |
| 2019/20 | MS  | Anterselva | 84. | –   | –   | 50. | 13. | –   | 15  | 23 let |
| 2020/21 | MS  | Pokljuka   | 3.  | 26. | 30. | 70. | 4.  | –   | –   | 24 let |
| 2021/22 | ZOH | Peking     | 26. | 4.  | 10. | 54. | 13. | 6.  | ×   | 25 let |

## Vítězství v závodech světové poháru

### Individuální
| Č. | sezóna    | datum             | místo                | disciplína |
| -- | --------- | ----------------- | -------------------- | ---------- |
| 1. | 2021/2022 | 10. prosince 2021 | Hochfilzen, Rakousko | sprint     |